# 東洋紡績富田工場
東洋紡績富田工場（とうようぼうせきとみだこうじょう）は、三重県四日市市富州原町に存在した東洋紡績株式会社（現：東洋紡）の最大規模の工場。社宅地の住民が富洲原地区松原宮町自治会を構成して、四日市市富州原町の元町社宅・四日市市松原町の宮町社宅・社員寮及び富田工場の用地は商業施設のイオンモール四日市北や住宅地（小規模住宅団地）新栄町自治会に所属する松原町地域の寿司屋及び漫画喫茶店と不動産会社や歯医者病院施設・サニーハイツ自治会を構成するマンション）として開発された。公共施設（三重県警察の四日市北警察署その後百五銀行富田支店・四日市松原郵便局・創価学会の四日市北文化会館）として転売された。

## 歴史
東洋紡績富田工場の建設の陰には伊藤平治郎の努力があった。1912年（明治45年）の大正時代以前は三重郡富洲原村の主要産業は漁業と農業であった。漁業は不安定であり、農業も耕地が狭い上に塩分が混じる不良田があり、生産は行き詰まりの状態であった。工業は漁網を生産する平田製網とタオルを生産する伊藤平治郎が経営する会社の三重浴布があるにすぎず、富洲原村内の子女を養うには不十分であった。伊藤平治郎は富洲原に大工場を誘致して、東洋紡績で最大規模の工場だった東洋紡績富田工場から得られる収入で富洲原発展に結び付けようと思考した。富洲原には、塩役運河と呼ばれた堀川の西の堤防に囲まれた土地が広がっていた。この土地は大字松原の一部で小字名も塩役と呼ばれていて、塩水が混じるので不良田が多くて、芦原になっているところであった。それゆえ農業には不向きだが、海上交通は有利な条件を備えており、松原地区に新しい工場を誘致しようとした。伊藤平治郎は誘致工場に富洲原に近い大企業の三重紡績の（その後の東洋紡績株式会社）を選び、経営者の10代目伊藤伝七と交渉して、平田製網の経営者で富洲原の大地主の2代目平田佐次郎の協力を得てひそかに工場用地を買収をすすめた。ところが米価の高騰が地価上昇となり、地主が土地売却を売り惜しんだこと、計画途中で社宅買収が必要となり、秘密買収が伊藤平治郎の私欲である噂が広まり交渉が進まなかった。
以下の富洲原の政治家の2代目平田佐次郎と片岡徳松と加藤正家（三重郡富洲原村長）と田村与三吉（三重郡富洲原村の助役）など富洲原町の有力政治家の援助もあった富洲原村民の理解も進み、1915年（大正4年）に、ついに東洋紡績富田工場の建設工事が始まった。1914年（大正3年）に、三重県四日市市発祥の四日市の実業家の十代目伊藤伝七創設の三重紡績と大阪紡績が対等合併して東洋紡績株式会社が誕生した。昭和期に、東洋紡績は、対等合併や吸収合併を繰り返し、66工場と100個の関連会社を持つ大企業に発展した。
東洋紡績富田工場は富洲原の地方政治家の伊藤平治郎が誘致した工場である。塩役運河と呼ばれた堀川の西の堤防に囲まれた土地が富州原に広がっていて、この区域は大字松原小字塩役と呼ばれていて、塩水が混じるので不良田が多くて、芦原になっている場所であった。農業には不向きだが、海上交通は便利で工場建設に有利な条件を備えており、工場立地には最適地であった。富洲原町の人口は四日市市史や富洲原地区の郷土史料の人口統計では、三重郡富洲原町の人口は大正時代初期には富田町と同数レベルだったが、大正時代に富洲原町は約6000人増加して、富田町は1700人の増加であったので富洲原町のほうが4000人多くて経済的に差をつけた。1921年（大正10年）には1万人を突破した。
1941年（昭和16年）の四日市市に合併する直前の人口統計は合計約1万6000人で、その内男女比は男性人口が約6000人対＜女性が約10000人（1万人）の割合で、性比が60％で女性比率が日本一多い市町村であった。昭和13年調査の東洋紡績富田工場の従業員が合計3652人であり（綿糸・綿布・紡績工場であり、男性従業員が246人で若い女性労働者が3406人）と昭和13年調査の平田紡績の従業員が2544人であり（製網・綿糸・綿布工場であり、男性従業員が381人で若い女性労働者が2163人） や三重織布工場の従業員が211人で（タオル工場・別珍製織工場であり、男性従業員が18人で若い女性労働者が196人）や平田浴布の従業員が30人で（タオル製織工場であり、男性従業員が2人で若い女性労働者が28人）などの若い女性労働者の流入が理由であった。
若い女性人口が多かったため伊藤平治郎は女子教育に力を入れて、三重郡富洲原町に三重県富洲原町立実科高等女学校（戦後に現在の三重県立四日市高等学校に統合された）を開校をした。1918年（大正7年）に紡績設備第一工場などが三重郡富洲原町大字松原小字塩役の約20万m2の敷地に建設された。三重郡富洲原町の二代目平田佐次郎・片岡徳松・加藤正家（三重郡富洲原村長）・田村与三吉（三重郡富洲原村の助役）・伊藤平治郎（三重郡富洲原町会議員）などの政治家が東洋紡績富田工場敷地となった大字塩役の土地買収に尽力した。同じ三重郡富洲原町（四日市市富洲原地区）の天ヶ須賀地区には平田紡績製網工場（東洋紡績富田工場と平田紡績四日市本社工場は富洲原地区の2大企業で富洲原2大紡績工場であった）があり、繊維産業都市富洲原町の産業革命を推進した。近隣の三重郡富田町（四日市市富田地区）には網勘製網が立地していた。紡績事業とミシン糸中心の繊維製品の製造がされた。平成初期の1990年代に外国人女性労働者を受け入れた。紡績工場の見学が可能だった。

## 建物

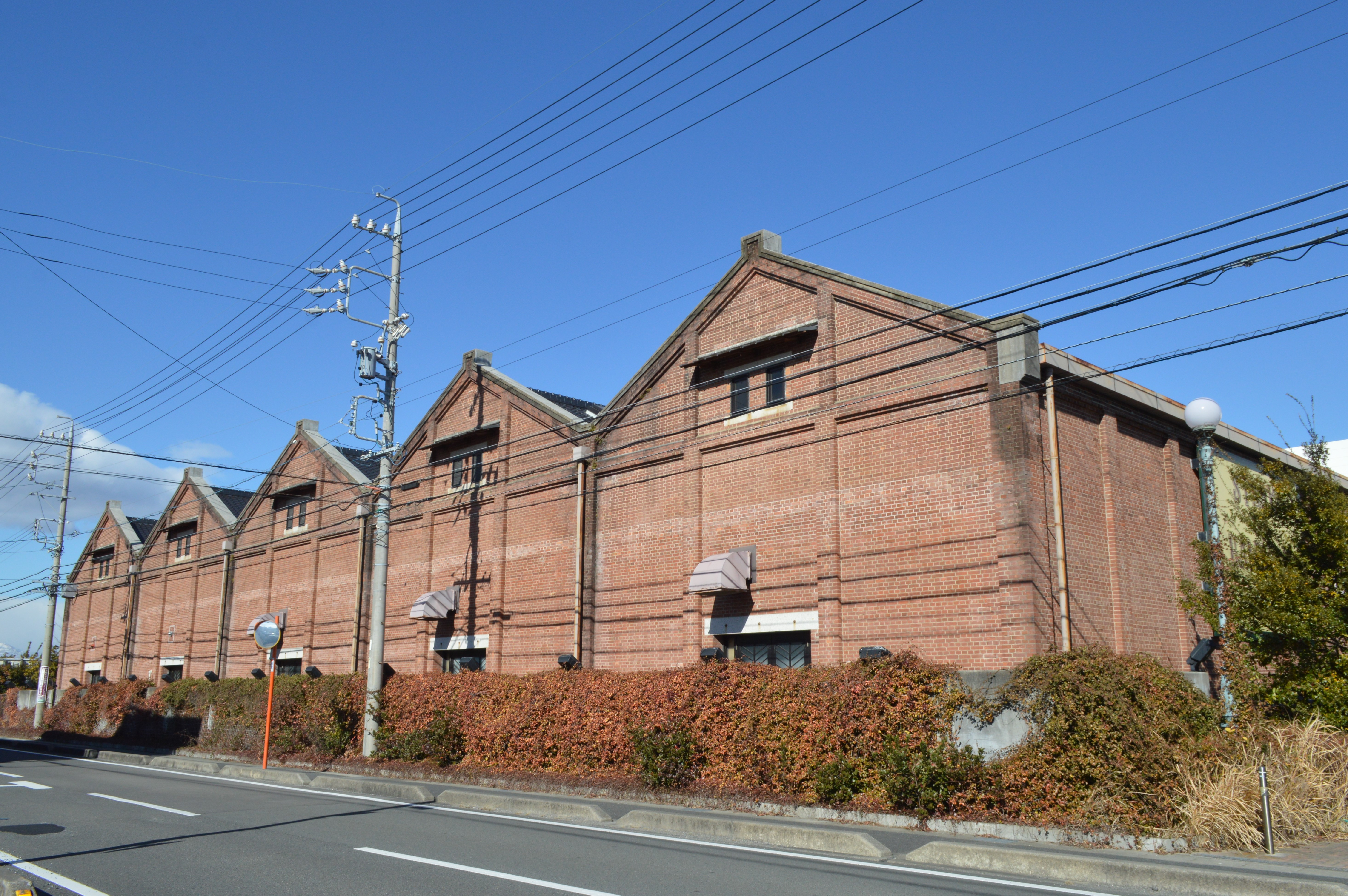
工場の一部が転用されたイオンモール四日市北 レンガ棟

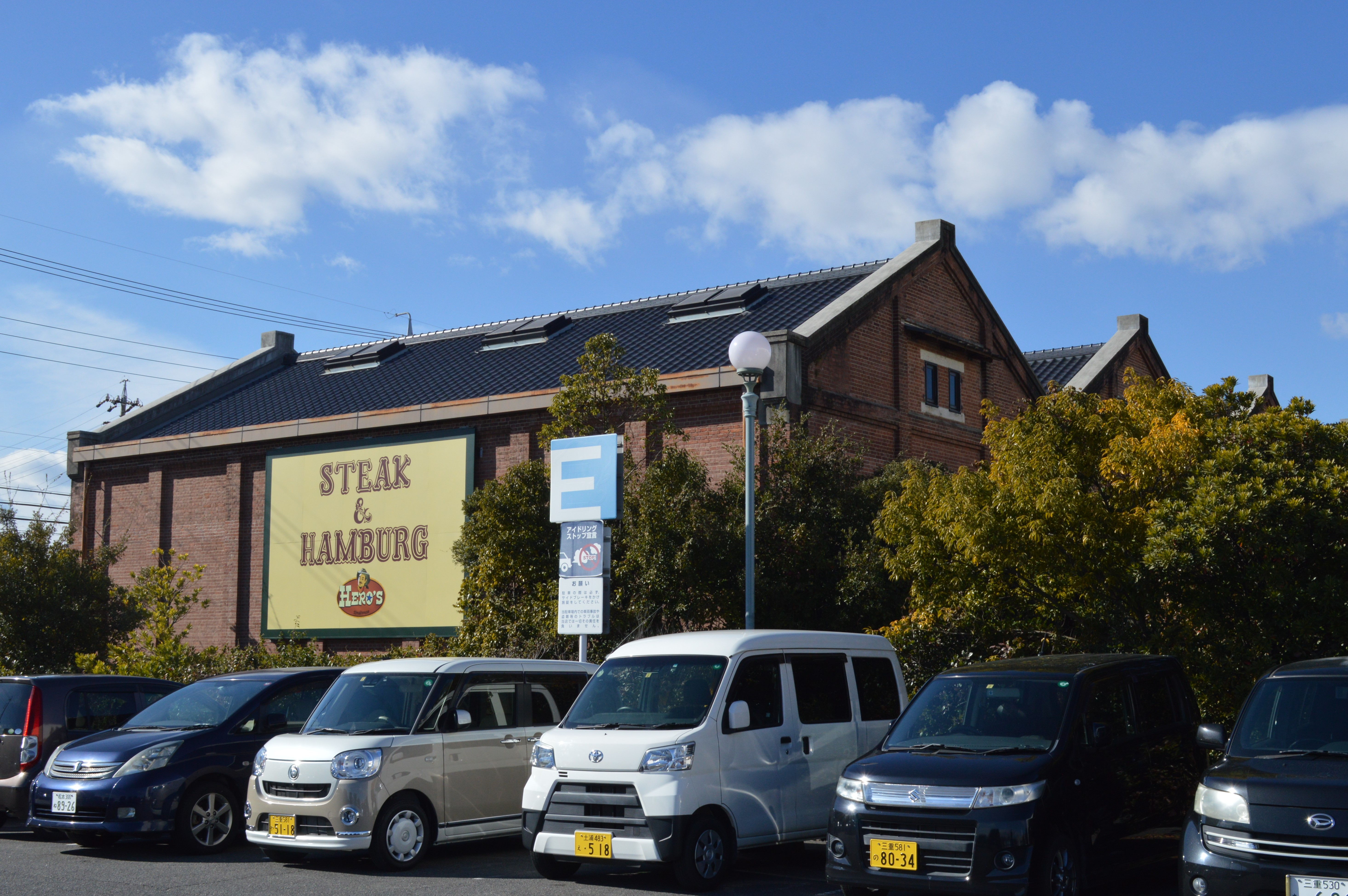
工場の一部が転用されたイオンモール四日市北 レンガ棟

東洋紡績富田工場の紡績工場の建物の大部分は昭和初期までに建設された。社員が居住する松原地区の宮町自治会を構成する東洋紡績社宅が建設された。1944年（昭和19年）12月7日の東南海地震で紡績第一工場の一部が破損した。
イオンモール四日市北の商業用地となり紡績工場は取り壊された。東洋紡績富田工場だった広大な松原地区所属の四日市市富州原町の空き地は1919年（大正8年）建設の原綿倉庫だけ文化財として保存された。文化財の原綿倉庫は5棟が連続に続いて並んでいて、5棟の倉庫には東側から順番にアラビア数字で番号が書いてあった。
東洋紡績富田工場は、1918年（大正7年）に完成した第1工場・第2工場・第3工場をはじめ、1934年（昭和9年）までにミシン糸工場、原綿倉庫、ガス焼室、事務所、教育をする学院施設、講堂棟、松原元町社宅、松原宮町社宅、松原町社宅（東松武町自治会所属の社宅）、男子寮、女子寮などが建設された。広大な面積の松原宮町に20万m2あった東洋紡績富田工場と社宅の松原宮町自治会の敷地は、東洋紡績の紡績工場施設のなかでも最大規模であった。
21世紀になり原綿倉庫のみしか富田工場だった建築物が残っていない。原綿倉庫の建物は改装されて、JUSCO四日市北店フードスタジアムと云う名称のレストラン館として活用された。壁の面を補強する控え壁が縦に伸びた倉庫の間には、重厚な扉と扉の上部には通気口が設けられた。ショッピングセンターのイオンモール四日市北の一角として、飲食店のビュッフェレストランのひな野四日市北店→ 豆乃畑四日市北店やイオンの女性従業員が使用する保育所の「ちびっこランド四日市と呼ばれるイオン四日市北園保育所」として活用されている。東洋紡績富田工場の敷地は四日市岡田家の富洲原進出で広大なイオン四日市北ショッピングセンターとして再開発された。原綿倉庫は加工前の精錬されていない綿を保管していた倉庫で、1918年（大正7年）に建設された。桁行きは約18mで、梁間は約9mの規模で、全体の構造は煉瓦造で平屋建で木造によるトラスの構造である。屋根の構造は切妻造のセメント瓦葺であり、外部の構造は煉瓦造仕上げであり、基礎の構造は煉瓦造布基礎だった。入口の上部分に換気窓を設置して、内部は煉瓦造であり、側壁を格子組の材で保護した。国の登録有形文化財（建造物）で登録日は2000年（平成12年）4月28日である。文化財の原綿倉庫の所在地は 四日市市富州原町221-1 で所有者は三菱UFJ信託銀行株式会社である。5棟一体で構造は煉瓦造平屋建・瓦葺である。建築面積は1072m2である。

## 生産体制
1914年（大正3年）に工場建設用地の三重郡富洲原町の大字松原小字塩役と松原地区の宮町自治会の社宅地を買収していた。
1916年（大正5年）6月に建設工事を開始した。
1918年（大正7年）5月に精紡機15000錘を備え付けて操業を開始した。
1930年（昭和5年）には精紡機139500錘、撚糸機28160錘で東洋紡績の全工場で最大規模の工場となった。
大正時代に制定された労働法[条文では女子の深夜労働が禁止されていた事で紡績工場の設備の合理化が進んだ。
製品の高級化も進み、1924年（大正13年）に瓦斯糸機60000錘の第2工場と第3工場に設置した。
1928年（昭和3年）には他の紡績会社に存在しない、イギリスのプラット社製の精綿機12台を設置した。
戦時中が東洋紡績富田工場のピーク時で、従業員と生産量が最大規模となり精紡機械が139568台、撚糸錘が70360台、織気が2224台だった。
従業員数は男性従業員が362人いて、女性従業員が2955人で東洋紡績全工場の約8%比率を誇っていた。
三重県四日市市の中心地域にある東洋紡績四日市工場は四日市空襲で被災して、三重県津市の東洋紡績津工場は津空襲で被災して、三重県桑名市の東洋紡績桑名工場は桑名空襲など日本本土空襲で被災したが、東洋紡績富田工場のみ戦災に遭わず無事であった。
設備の拡張と合理化や製品の高級化が進み、最新工場として整備された。
大正末期にガス糸を紡出するようになった。
昭和7年度に織布工場が建設されて、レース・メリヤスが一貫生産されるようになった。
ガチャマン景気で繁栄した昭和20年代の東洋紡績富田工場は、精紡機は105040錘、より糸機は39200錘、織機は1744台を数えた。2交代で働く東洋紡績富田工場従業員は昭和26年度に4581人となった。国鉄関西線富田駅の引き込み線から蒸気機関車が走り、東洋紡績富田工場南端にある原綿倉庫のプラットホームに到着すると、四日市港で陸揚げされた綿糸原料のエジプト綿・インド綿・米国綿を入れた麻袋を次々を倉庫に運んだ。国道1号線が東洋紡績富田工場の敷地の西隣に立地して、建設された大正時代から戦後期は国鉄富田駅が西南方面にあり、東側には富洲原港に流れる塩役運河があった。国鉄の引き込み線が西南部の原綿倉庫まで延びており、東洋紡績富田工場と四日市港とが直接鉄道で結ばれ、原料輸送や製品の輸送が盛んだった。戦後、トラックによる輸送がさかんになり、国鉄の引き込み線は廃線となり撤去された。
昭和20年度には70400錘だったが、昭和27年度には105040錘となった。昭和30年度の生産設備は、精紡機105040錘、撚糸機41560錘、自動駒巻機24錘、綾巻機468錘、精練釜4基などとなった。
従業員数の推移は以下である。
- 昭和26年度には4581人の従業員だった。
- 昭和30年度には2252人の従業員だった。
- 平成8年度には213人の従業員となっている。

原料はエジプト綿が80%だった。その他の原料は20%だった。原綿の90%は四日市港より輸入されて、神戸港・大阪港より輸入される原綿は10%にすぎなかった。呉羽紡績を吸収合併した東洋紡績は呉羽紡績が高級化路線より高生産化政策を目標としていたため、昭和43年度より連続自動紡績設備（CAS）方式の実用化に向けて整備された。

## 工場施設
- 東京ドーム5個分の250000平方mの敷地には、東洋紡績富田工場と松原地区宮町自治会を構成する広大な社宅地があった。東洋紡績富田工場の敷地には以下の施設があった。

### 第1紡績工場（1B）
1. 混打綿室（大正8年度に完成した建物）[6]
2. 鉄筋コンクリート筒
3. モーター室（レンガ造り・木造・セメント）
4. 木管準備室
5. 前紡室
6. 精紡室
7. 仕上室
8. 4部保全室
9. ガス焼室
10. ローラー室（昭和23年度に完成した建物）

### 第2紡績工場（2B）
1. 混打綿室（厚型ストレート）
2. 鉄筋突（波型ストレート）
3. モーター室（レンガ造・木造・モルタ・小屋・木造・波ストレート）
4. 前紡室
5. 精紡室（レンガ造・大浪ストレート）
6. 仕上げ室・ローラー室（鉄筋・屋根付き・ブロック造り・陸屋根）

### 第3紡績工場（3B）
1. 2部保全室
2. 前紡室
3. 保全室
4. 3精紡室（314019m2）
5. 仕上げ室
6. 歯車室（81.42m2）
7. 4部保全室
8. 木管置き場（344.22m2）
9. 糸蒸室（側壁RC）

- 1B工場の面積・2B工場の面積・3B工場の面積の合計面積は2階以上の高さがあり2712060m2で大正8年度に建設されたレンガ造りである。レンガの大きさは10.5cm×22.5cm×6cmのイギリス積みである。

### 原綿置き場・ミシン糸配送センター部
- 構造-鉄角柱。
- 屋根-フラット・ルーフ（平面陸屋根密閉式）東洋紡績申請特許（実用新案）。
- 外部仕上げ-モルタル塗り。
- 窓-（木製サッシ・ガラス二重窓）。
- 天井-吹抜き。
- 床-板張り。

第1織布工場（昭和7年度建築）
- 1932年（昭和7年）6月に織布第1工場を建設して綿布を生産した。1934年（昭和9年）3月にはトリコット機及びプレンコット機1台を設置して、レースやメリヤスの生産を開始した。

第2織布工場（昭和10年度建築）
- 第2織布工場でイギリス製のダブルトリコット機械を設置した。

第3織布工場（昭和12年度建築）
- 織布第3工場が増設されて、織機2245台を保有する東洋紡績愛知工場に次ぐ織布工場となった。
- 以下の施設がある。

1. ミシン糸配送センター（SRC造・防火ボード打上）
2. 旧のり付け室
3. 旧経通室
4. 原綿置き場
5. 旧仕上げ室
6. 旧仕上げ構造室
7. 旧ビーム置き場（昭和11年9月）に建設された。

- ミシン糸工場（旧S工場）には以下の施設がある。

1. C染色室[7]
2. 巻加工室
3. 染色室
4. 包装室
5. 糊炊室
6. SPW室
7. 染色室
8. 撚糸室
9. 包装室
10. 合糸室（昭和8年度に建設された建物である）面積は411710m2。
11. ギヤー室（木造・セメント）
12. 旧1S・2S間通路[8]

- ミシン糸工場は1916年（大正5年）6月に着工された織布工場の建物が起源である。

### 工場設備
- 配電室（受電室）
- 電器作業室
- 特高圧室
- 変圧器室（2B工場南）
- 材料置き場
- 電気材料室
- 1B工場変電所
- モーター室
- モーター修理室
- 2B工場中央廊下
- 変電室（ミシン糸工場前）
- ボイラー室
- 防火ポンプ室
- 3階建て高架水槽
- ポンプ室（白菊寮東側）
- 空調室・1B仕上げ・2B精紡・3B精紡・2B3B仕上げ・2B3B空調室・ISC空調室・C配電室・C空調室
- ルーツブロワー室[9]
- 3B北浄化槽ポンプ室
- アラムベル室
- 排水ポンプ室
- ミシン糸変電室
- 染色室内部
- DTF空調室
- 冷凍機室
- バスケットコート横
- 木工倉庫（鉄工室前）
- 施設材料室
- 物置
- 鉄工室
- 1B混綿入りボックス
- 浄化槽上屋
- 用水ポンプ室
- 急速ろ過装置室
- 計量管理室

## 関連施設
- 第一休憩室
- 更衣室
- 第二休憩室
- 2B北側廊下（日本瓦）
- B中央廊下
- B南側廊下
- 1B東側渡り廊下
- 1B東側便所
- 2B南側便所
- 3B西側便所
- 2B北側便所
- CS南側廊下
- C中央廊下
- DTF東側男子便所
- DTF東側女子便所
- 3S便所
- ミシン糸工場東側便所
- 綿糸倉庫・油倉
- 自転車置き場
- 渡り廊下[10]
- 第4第5休憩室
- 第1会議室
- 卓球室
- ミシン糸ミーティング室
- 守衛室
- 事務所
- 事務所客便所
- 工場長室
- 事務所便所湯沸室
- 労組事務所
- 工務打合室
- 応接室
- 高等女学校の西棟の学院校舎
- 高等女学校の東棟の講堂（月1回映画の上映会があった。恋愛物が多く、歌手の灰田勝彦が来場していた。建物は山形県出身の野田新作が設計した）[11]
- スポーツセンター
- 売店
- 売店倉庫
- 食堂
- 食堂炊事場
- 食堂入口・小集会所
- 食堂調理休憩室
- 病院
- 共同浴場
- 診療所
- 運動場
- テニスコート
- バレーコート
- ガス焼工場
- イオンモール北のレストランとなったレンガ作りの原綿倉庫
- 労働組合事務所

## 倉庫施設
- 原綿倉庫
- 落綿倉庫
- 綿糸倉庫
- C製品倉庫
- 資材倉庫
- 油倉庫
- 材料倉庫
- 織布材料倉庫

## 東洋紡績宮町社宅
- 鉄筋アパート
- 男子寄宿舎（昌平寮）
- 男子寮は木造2棟である。
- 女子寄宿舎（白菊寮）
- 白菊寮洗濯場置き場
- 女子寮図書館
- 女子寮寄宿舎（睦月寮）
- 女子寮寄宿舎（如月寮）[12]
- 女子寮寄宿舎（弥生寮）
- 女子寮 木造4棟 鉄筋4棟
- 西元町社宅
- シニア寮
- サニーハイツマンションとなった宮町社宅用地と女子社宅付近の設置された女子夜間教育高校
- 東洋紡績が保有していた松原野球場と野球場付近の東洋紡績社員の幼稚園（東洋紡富田出身のプロ野球選手にセネタース・東急・広島の長持栄吉がいた）
- 松武町付近の広大な東洋紡績の社宅用地が12棟で、鉄筋アパートが3棟54室あった。
- 松原町社宅のA社宅
- 松原町のB社宅
- 松原町のC社宅
- 昭和20年代の後半に東洋紡績富田工場の社宅の住民で構成された宮町自治会が松原の石取祭の祭車を新造した。東洋紡績富田工場の規模と社宅の縮小で人員が減少して東洋紡績は保有していた祭車を売却して、天ヶ須賀地区（天ヵ須賀第1組。通称天一）に祭車を売却する。西元町祭車に加盟して統合された後に東洋紡績富田工場と宮町自治会が廃止された。1997年（平成9年）に東洋紡績富田工場が閉鎖された。

## 年表
- 1932年（昭和7年） - 織布工場が操業する。
- 1934年（昭和9年） - 特殊製品の（レース・メリヤス）の製造を開始する。
- 1937年（昭和12年） - ミシン糸工場を増設する。
- 1944年（昭和19年） - 東南海地震で被災する。第1紡績工場が倒壊する。
- 1946年（昭和21年）6月 - 高松宮宣仁親王が東洋紡績富田工場を視察する。
- 1949年（昭和24年）5月 - 三笠宮崇仁親王が東洋紡績富田工場を視察する。
- 1950年（昭和25年） - 硬式野球部が第21回都市対抗野球大会に出場。1955年（昭和30年）にも出場している。
- 1951年（昭和26年）11月20日 - 昭和天皇が伊勢行幸の1つとして四日市市内の主要工場と天ヶ須賀地区の平田紡績工場と共に東洋紡績富田工場を視察する。
- 1956年（昭和31年） - 女子バレーボール部が第5回全日本都市対抗バレーボール優勝大会に出場。
- 1957年（昭和32年） - 特殊製品製造を他工場に移転する。
- 1959年（昭和34年） - 伊勢湾台風で被災する。富田工場と松原宮町社宅が2m浸水する。
- 昭和40年代に富田工場の工場設備の近代化と新鋭化が開始される[13]。
- 昭和60年代に東洋紡績桑名工場及び東洋紡績塩浜工場の閉鎖後の生産設備移転で工場生産が増産される。平成9年の東洋紡績富田工場閉鎖で東洋紡績三重工場及び東洋紡績楠工場に生産設備が移転された。